# Rugășești, Cluj
Rugășești (în maghiară Felsőkosály, în traducere „Cășeiu de Sus”) este un sat în comuna Cășeiu din județul Cluj, Transilvania, România. Se află la 12 km de municipiul Dej.

## Istoric
Localitatea este atestată din anul 1325 sub numele de Rugachhaza respectiv din 1475 ca Felseu-Kosal, fiind două așezări distincte. Amândouă au fost pustiite la începutul secolului al XVII-lea. Au fost repopulate de familia Haller în secolul al XVII-lea.

## Relief
Relieful aparține Podișului Someșan din Depresiunea Colinară a Transilvaniei, cuprinzând dealuri cu altitudini de 300-600m, printre acestea fiind: Cornul Fundăturii-571m, D.Măgura, D.Jiuța, D.Laz, D.Coasta Mare. 
De-a lungul râului Sălătruc se află o luncă asimetrică, cu lățime de până la 0,7km și cu lățimea mai mare în aval de confluența cu Valea Gugii.
Rocile care apar pe teritoriul satului fac parte din categoria rocilor sedimentare: argile, marne, gresii, conglomerate, nisipuri, pietrișuri.
Legat de formațiunile argiloase și marnoase apar alunecări de teren de tip lenticular pe Coasta Mare și D.Gropi, care au fost stabilizate prin lucrări tehnice și culturi de pomi fructiferi.

## Clima
Clima satului Rugășești este temperat-continentală, cu temperaturi medii anuale de 8˚-10˚C și precipitații medii anuale de 700-800 mm/an.

## Hidrografia
Cel mai important râu care străbate satul este Sălătruc, afluent pe dreapta al râului Someș. Acesta are o alimentare nivo-pluvială și are un regim hidrologic cu ape mari de primăvară și ape mici de vară. Ca afluenti primește pe teritoriul satului Valea Gugii cu caracter permanent și câteva râuri mici cu caracter semipermanent: Valea lui Șerb, Vâlceaua, Valea Pietrișului, Valea Horobanului, valea Cornilor.
Pe teritoriul satului se află o serie de izvoare și pânze freatice superficiale care oferă condiții favorabile pentru alimentarea cu apă a locuitorilor. Grupuri de cetățeni s-au asociat și au captat ape din fântânile Valea lui Șerb și Fântâna lui Ionuț, dirijând-o prin cădere liberă spre propriile gospodării.

## Galerie de imagini

Comuna Căşeiu și satele componente